# Elatostema epallocaulum
Elatostema epallocaulum är en nässelväxtart som beskrevs av Albert Charles Smith. Elatostema epallocaulum ingår i släktet Elatostema och familjen nässelväxter. Inga underarter finns listade i Catalogue of Life.